# 绒羽

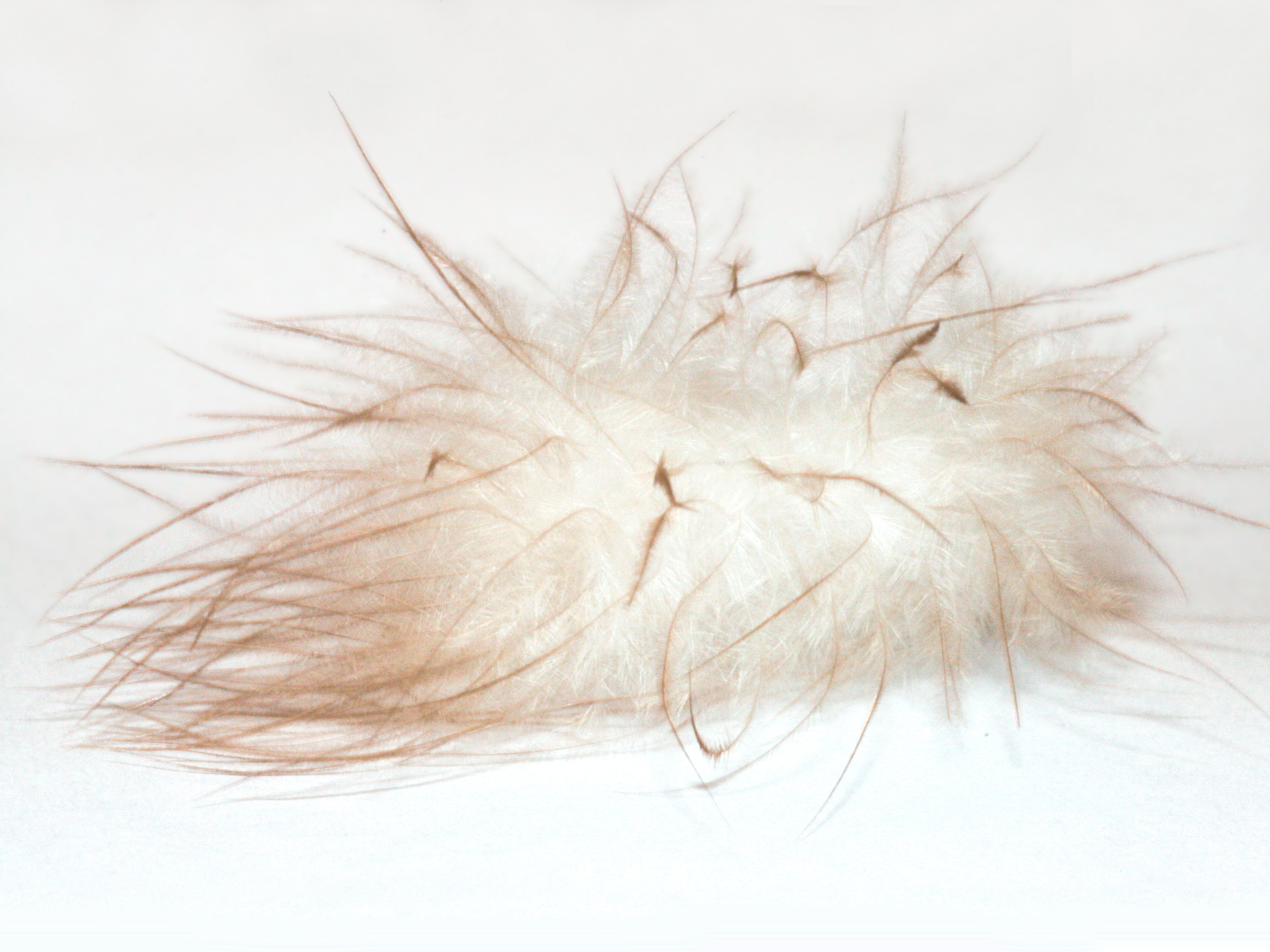
绒羽

鸟类的羽绒是一层生长在外层羽毛（正羽）下面的纤细羽毛，刚孵出的鸟身上只有绒羽。绒羽分成三种：雏绒羽、体绒羽和粉绒羽，其中粉绒羽是一种特殊的绒羽，只存在一部分鸟类中。绒羽是一种优良的热绝缘体和填料，用于制造夹克、枕头、睡袋等。从古老的琥珀中发现的羽毛表明某类恐龙可能曾经长有与绒羽类似的羽毛。绒鸭的绒羽的叫做羽绒（eiderdown）。

## 概述

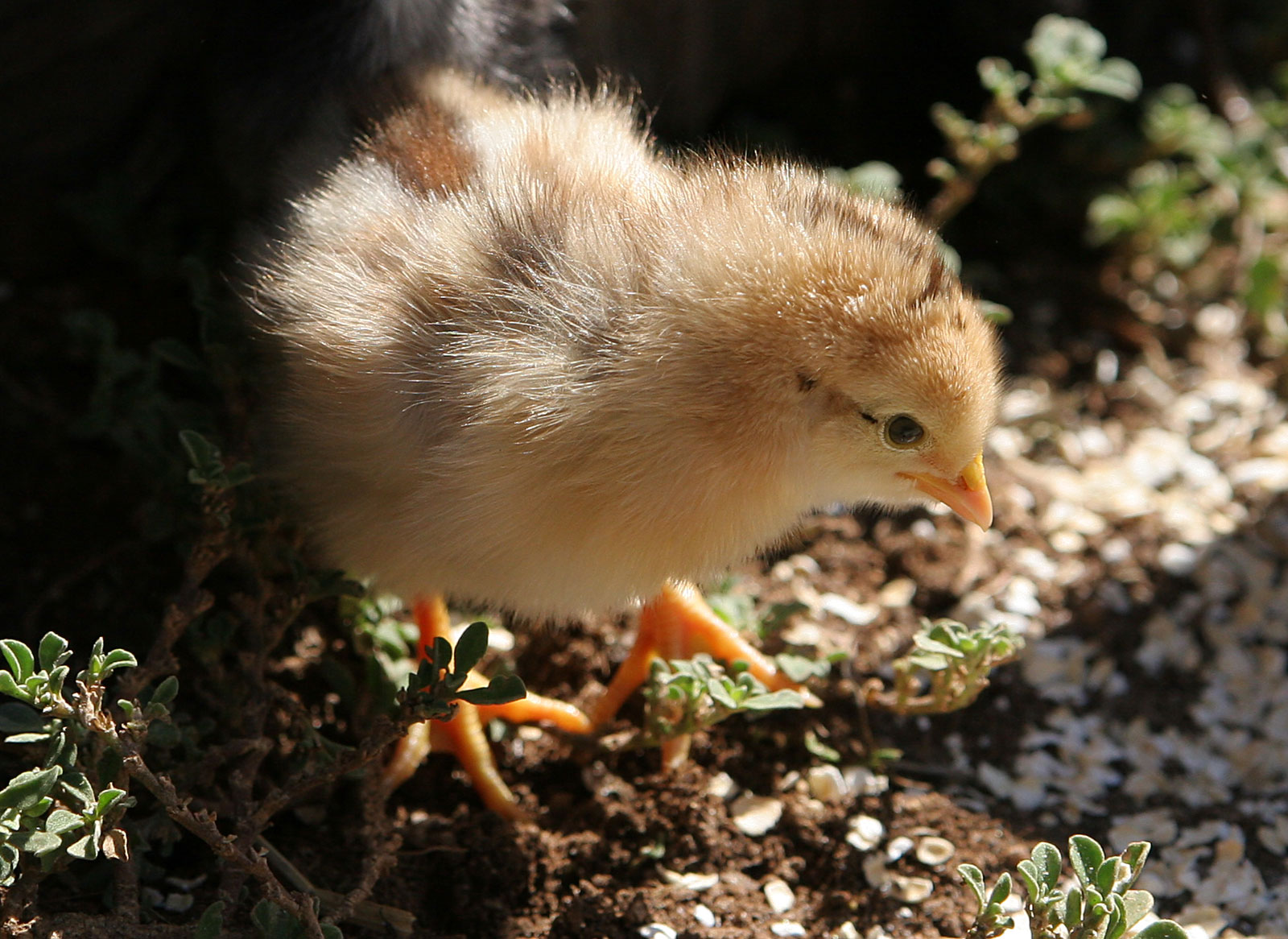
家鸡和很多刚孵化便能立即活动的小动物一样，在孵出的时候就已经有绒羽。

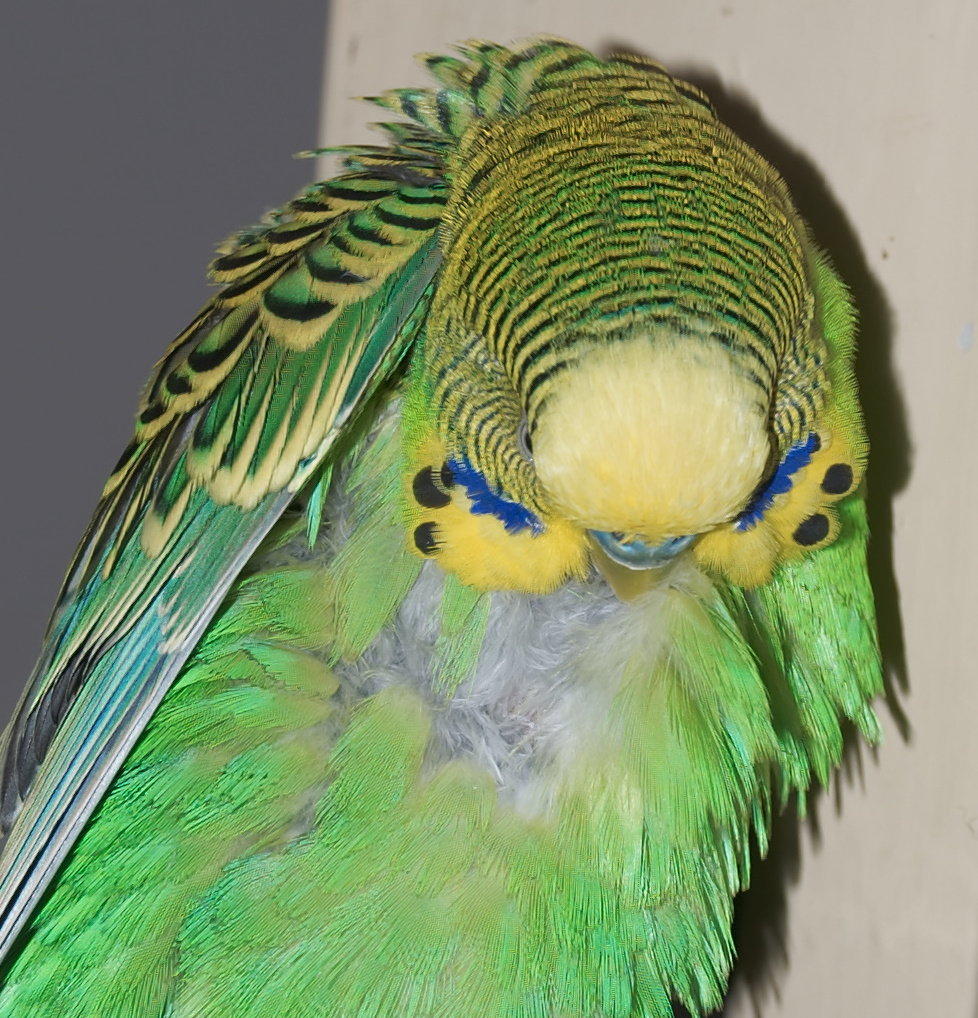
成年雄性虎皮鹦鹉在梳理羽毛时可以看到它的绒羽

绒羽的英语“down feather”中的“down”源自古诺尔斯语的“dūnn”，其含义和现代对应单词的含义相同。绒羽被认为是所有羽毛之中“最简单”的。绒羽有一条短的退化羽轴，有很少羽支和一些不带羽钩的小羽枝。
绒羽分成三种：雏绒羽、体绒羽和粉绒羽。雏绒羽（natal down）存在于大部分鸟类的雏形阶段。刚孵化便能立即活动的小动物在孵出的时候就已经有绒羽，而需要母鸟照顾一段时期的雏鸟在孵化的数天或数星期内逐渐形成绒羽。冢雉的孵化是个特例，它们孵出的时候就已经有正羽了。体绒羽（body down）是一层细小的绒毛，生长在鸟类身体上的正羽下面。粉绒羽（powder down）是一种特殊的绒羽，出现在没有亲属关系的鸟类中。一些种中，粉绒羽的羽小支末端会逐渐分解，形成角蛋白纤细颗粒，呈粉末或“羽毛粉尘”状。这些羽毛一直生长，不会脱落。在其他种中，粉末颗粒则来自位于正在成长的羽毛的羽小支周围的细胞。这些特殊的羽毛通常用作分散普通的绒羽， 然而在某些种内它们也会成簇出现。所有鹦鹉都有粉绒羽，其中一些种（包括斑点亚马逊鹦鹉）则长有大量的粉绒羽。粉绒羽也会出现在形目和鹭科动物中。粉绒羽产生的粉尘是一种已知的人体过敏原。

## 功能
绒羽松散的结构能留住空气，能为鸟类隔热，免于热散失，同时还为在水上活动的鸟类提供浮力。经受全年气温波动变化的鸟类通常会在秋季换毛之后产生更多的绒羽。有证据显示在一些集群筑巢的鸟类中，绒羽可以降低雏鸟自相残杀的发生率，因为羽毛的硬度太大以致雏鸟难以吞下。污染物可以降低这些功能的效能，例如，当绒羽沾满油时，绒羽会缠绕成块，从而降低隔热效果和使水接触到皮肤。
因为鸟类可以排除羽毛中的重金属，而且羽毛可以不杀死鸟类来收集和无限期保存，所以绒羽可以用来检测鸟类生存环境下有无金属污染物。研究表明鸟类的食物和羽毛中的金属污染物的含量呈现出高相关性，其中羽毛中的化学物质比例保持相对稳定，而某几种金属的比例则保持相对较高水平。

## 应用
北美土著人曾在宗教仪式上使用绒羽作为强大的标志。在某些地区流传的故事中，鹰的绒羽是鹰给故事中的主人公的一份重要礼物。鬼魂舞是一种宗教舞蹈，曾在平原印第安人中尤为普及，每个舞者身上都有一根有颜色的羽毛，其末端也装饰有一根不同颜色的绒羽。羽毛一般是取自鬼魂舞中用来祭祀的乌鸦，或者是取自供给各个部落的鹰。绒羽也用于制造祖尼神话中的祈祷杖。鹰的羽毛属于阳光牧师 ，阳光牧师曾在太阳下放置绒羽，而在需要下雨的时候，其他牧师可以用上这些绒羽，因为绒羽据说会令人联想到是“下雨前集结在地平线上的起绒的云”。霍皮族印第安人为了使爬行动物平静，则用鹰的绒羽擦拭在蛇舞中捉回来的响尾蛇。
数个世纪以来，世界各地的人用绒羽作为隔热材料。17世纪俄罗斯的一份文件显示，卖给荷兰商人的商品的当中也有绒羽。早在1890年，挪威北部的社区开始保护含有绒羽的绒鸭巢。现代人使用绒羽主要是因为其优良的隔热效果，因为绒羽具有很好的保温功能和填充特性。这就意味着绒羽可以更有效率留住作为隔热层的一小袋空气。绒羽还有填充功能，可以打包存放在一个很小的空间。然而，当绒羽潮湿的时候，实际上其隔热效果也被抵消，致使其隔热效果比大部分同等潮湿的人造填充物更差。压缩后的绒羽的隔热效果也会降低，因此，用绒羽作隔热物质的睡袋需要用床褥来隔绝热量，否则热量将传递到地面。
绒羽隔热效果是按填充度分级的，并用特定盎司的绒羽占据多少立方英寸的空间作为衡量，对应单位是立方英寸每盎司（in3/oz）。因此，相同质量的绒羽，填充度越高（占据越多空间），隔热效果就越好。大部分户外装备的隔热效果介于400-900 in3/oz（230-520 cm3/g）之间。大多数情况下，500-600 in3/oz（290-360 cm3/g）就已经足够暖和轻便。而800-900 in3/oz（460-520 cm3/g）则用于非常轻便的和（或）非常寒冷天气下的装备。

### 获取方法
获得绒羽的方法有很多种。产羽毛的鸟类可以有其他用途，如提供食用，而其中一些鸟类则纯粹因为绒羽而被射杀，其他鸟类（特别是某种鹅）也会定期活着拔掉位于胸部的羽毛。一些鸟也会用绒羽填充它们的巢，如绒鸭，而要安全地获取绒羽则要等到雏鸟离巢之后。
動物權利团体认为活着拔掉绒羽是一种残忍的、引起痛苦的过程，尤其是在鸟类反复遭受拔掉绒羽之后。

## 突变
控制形成绒羽的基因曾在一个德国白来航鸡种群内发生突变。虽然突变后还保留了与一般绒羽相同的成分，但是16至17天的孵化期过后，羽毛的角鞘将过度角化，导致不能正常裂开，而正常情况下是在羽毛生长的最后一个阶段期间裂开的。因此鸟的绒羽呈缠绕态。呈现这种现象的雏鸡的毛看起来是竖立的和像是被烧焦的，体重也比正常的雏鸡更轻。

## 恐龙
从一块位于法国西部的琥珀中发现的羽毛表明某类恐龙可能曾经原生长有类绒羽的羽毛。